# Eva Herman

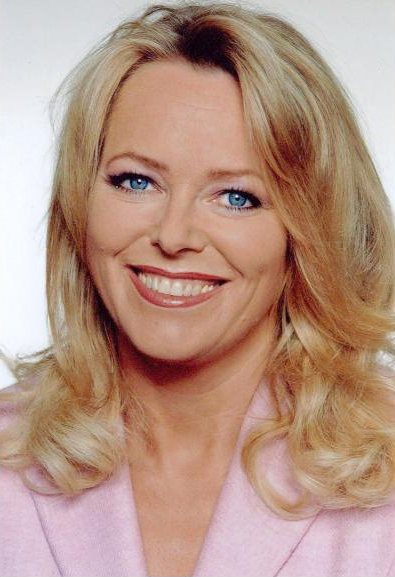
Eva Herman, 2009

Eva Herman (bürgerlich Eva Bischoff, geborene Feldker; * 9. November 1958 in Emden) ist eine deutsche Autorin und ehemalige Fernsehmoderatorin. Sie war von 1988 bis 2006 Nachrichtensprecherin der Tagesschau (ARD) und moderierte bis September 2007 verschiedene Fernsehsendungen für den Norddeutschen Rundfunk (NDR). Als Publizistin tritt sie durch rechtspopulistische und verschwörungstheoretische Thesen in Erscheinung.

## Leben

### Kindheit und Ausbildung
Herman wurde als Eva Feldker und Tochter eines Hotelier-Ehepaars geboren. Sie wuchs mit einem Bruder und einer Schwester in Herzberg am Harz auf. Ihr Vater starb, als sie sechs Jahre alt war. Nach der Mittleren Reife absolvierte sie in Braunlage, Timmendorfer Strand und der Schweiz eine Berufsausbildung zur Hotelkauffrau.

### Tätigkeiten für Hörfunk und Fernsehen
Beim Bayerischen Rundfunk in München wurde Herman von 1983 bis 1986 zur Journalistin, bis 1988 zur Fernsehsprecherin ausgebildet. Währenddessen moderierte sie für den Hörfunksender Bayern 3 unter anderem die Sendungen Radiokantine, Hitkiste, Vormittagsprogramm, ARD-Nachtprogramm und Rushhour mit ihrem damaligen Chef Thomas Gottschalk. Gleichzeitig übernahm sie im Bayerischen Fernsehen die Moderation von Nachrichten- und Unterhaltungssendungen, zum Beispiel BR-unterwegs und Der heiße Draht. 1988 wechselte sie zum NDR nach Hamburg, dort moderierte sie zunächst beim Radiosender NDR 2 die Sendestrecken Am Vormittag, Plattenkiste und Traumhaft. Nach einem Casting durch Werner Veigel wurde sie ins Team der Tagesschau aufgenommen und sprach ihre erste Sendung im August 1988.
Daneben war Herman regelmäßig in Unterhaltungs- und Talkshows zu sehen. Von 1991 bis 1995 führte sie durch die monatliche Schlagerparade der Volksmusik und präsentierte die ARD-Sendungen Chorgala (1994–1995), Stars (1995–1998) und die Spenden-Gala Ein Herz für Kinder (1996–1997). Weiter führte sie durch die ARD-Berichterstattung über die Internationale Funkausstellung Berlin (1993, 1995, 1997) und über die Kieler Woche (1995–2004). Von 1995 bis 1999 moderierte sie im NDR-Fernsehen regelmäßig das norddeutsche Regionalmagazin DAS!. Am 17. Januar 1997 war sie erstmals zusammen mit ihrer Kollegin Bettina Tietjen Gastgeberin bei der „Talk-Illustrierten“ Stargeflüster. Daraus entwickelte sich im Mai 1999 die Talkshow Herman und Tietjen. Ab Dezember 2000 moderierte sie die NDR-Quizsendung Wer hat’s gesehen? und ab Februar 2003 die Talentshow der ARD-Fernsehlotterie Deutschlands Talente. Nebenbei arbeitete Herman auch für den Pharmakonzern Hoffmann-La Roche und dessen bundesweite Kampagne Durch die Brust ins Herz.
2003 galt Herman nach einer Emnid-Umfrage als „beliebteste Moderatorin Deutschlands“.
Ihre letzte Tagesschau sprach Herman am 24. August 2006. Sie teilte dem NDR mit, sie wolle ihre Arbeit als Nachrichtensprecherin wegen ihrer Tätigkeit als Buchautorin und der erwarteten Kontroverse um ihre neue Veröffentlichung für zwei Jahre ruhen lassen.
Am 9. September 2007 entließ der NDR sie aufgrund ihrer Autorentätigkeit.

### Aktivitäten seit 2009
Herman setzt sich weiter für konservative Familienpolitik ein. So trat sie beispielsweise am 16. Mai 2009 bei der Auftaktveranstaltung zur Europawahlkampagne der AUF – Partei für Arbeit, Umwelt und Familie auf und sagte dort: „Wir sind eine Gesellschaft der Schrumpfung geworden, wir sind Schrumpfgermanen“. Seit Juni 2009 moderiert sie für das Web-TV des Internetportals familyfair und für K-TV. Am 17. Juli 2009 referierte sie in der Alten Oper in Erfurt beim Symposium Familie unter Druck über die Liebe und Bindung als Fundament mütterlicher Beziehung.
Seit 2009 schreibt Herman Artikel für die Webseite des Kopp Verlags, der auch Bücher von ihr herausgibt. Der Verlag veröffentlicht und vertreibt u. a. rechtsesoterische, grenz- und pseudowissenschaftliche, verschwörungstheoretische sowie rechtspopulistische und rechtsextreme Titel. Ab 2010 arbeitete sie als Sprecherin und Kommentatorin für dessen Internetnachrichten. Ende 2011 wurde die Sendung eingestellt. Daneben wirbt Herman auf ihrem Telegram-Kanal für Kopp-Produkte wie Jodtabletten, mobile Gasheizungen oder – wie Anfang 2020 – für ein Buch über die Selbstbehandlung mit Chlordioxid, vor der von Experten wegen erheblicher Gesundheitsgefahren gewarnt wird.
Am 25. Juli 2010 kommentierte Herman für den Kopp Verlag das Unglück bei der Loveparade 2010, bei dem am Vortag 21 Personen gestorben waren. Sie kritisierte die Loveparade als „Sodom und Gomorra mit katastrophalen Folgen“ und als „riesige Drogen-, Alkohol- und Sexorgie“, die den „kulturellen und geistigen Absturz einer ganzen Gesellschaft“ symbolisiere. Dafür machte sie die 68er-Bewegung verantwortlich und vermutete: „Eventuell haben hier ja auch ganz andere Mächte mit eingegriffen, um dem schamlosen Treiben endlich ein Ende zu setzen. Was das angeht, kann man nur erleichtert aufatmen! Grauenhaft allerdings, dass es erst zu einem solchen Unglück kommen musste.“ Diese Aussage interpretierten und kritisierten einige Kommentatoren als Andeutung einer Strafe Gottes, also einer Schuldzuweisung an Opfer und Besucher.
2012 meldete Herman Privatinsolvenz an, nachdem sie hohe Verluste bei Investitionen in Bauherrenmodelle in Leipzig erlitten hatte.
2013 war Herman gemeinsam mit Thilo Sarrazin und Peter Scholl-Latour als Hauptrednerin einer Konferenz zur Frage „Werden Europas Völker abgeschafft? Familienfeindlichkeit, Geburtenabsturz und sexuelle Umerziehung“ vorgesehen. Laut Ankündigung des veranstaltenden rechtspopulistischen Magazins Compact sollten vor allem Hermans Anliegen im Mittelpunkt stehen. Herman sagte ihre Teilnahme aus Sorge um ihre Sicherheit und um die Reaktion der Medien kurzfristig ab, wandte sich aber in einer Audiobotschaft an die Konferenzteilnehmer und verglich die bundesdeutsche Familienpolitik mit der Margot Honeckers.
Seit 2014 kommentiert Herman verschiedene Themen für russische Medien, etwa das staatliche Presseorgan Stimme Russlands und den russischen Staatssender RT Deutsch. Sie warf westlichen Massenmedien auf Andreas Popps Wissensmanufaktur 2014 Kriegstreiberei gegen Russland vor und rief deren Journalisten zu einem „Lügenstreik“ und Wechsel zu „alternativen Medien“ auf. In einem Aufsatz vom 31. August 2015 dort vertrat sie die Verschwörungstheorie, „eine bestimmte Gruppe von Machtmenschen des globalen Finanzsystems“ stecke hinter der Flüchtlingskrise in Europa 2015, die dadurch die Tradition des „christlichen Abendlandes“ zerstören wollten: Europa werde „geflutet mit Afrikanern und Orientalen. Unsere alte Kraft, unsere christliche Kultur, Glaube und Tradition, werden zerstört“. Der „gleichmachende Euro“ sei dafür ein „Vorbereitungs-Instrument“ gewesen. Auch die Terroranschläge am 11. September 2001 seien ein „Trick“ gewesen, jedoch glaube „immer noch mehr als die Hälfte der Menschen auf der Welt an diesen Humbug“.
Herman gehörte zu den Erstunterzeichnern der von Vera Lengsfeld ausgegangenen Initiative „Gemeinsame Erklärung 2018“. In deren Wortlaut wird eine Beschädigung Deutschlands durch „illegale Masseneinwanderung“ behauptet und Solidarität mit friedlichen Demonstranten bekundet, welche für eine Wiederherstellung der „rechtsstaatlichen Ordnung an den Grenzen unseres Landes“ demonstrieren. Neben Herman unterzeichneten unter anderen Thilo Sarrazin, Matthias Matussek, Uwe Tellkamp und Henryk M. Broder die Erklärung.
Nach Recherchen des Bayerischen Rundfunks verbreitet Herman ihr „geschichtsrevisionistisches Denken“ vorwiegend über YouTube und Telegram. Damit stehe sie „für einen Trend innerhalb der Szene: Weg von Facebook, hin zu Telegram“. Der Messengerdienst habe sich in den vergangenen Jahren zu einer beliebten Facebook-Alternative und seit Beginn der COVID-19-Pandemie zu einem der wichtigsten Verbreitungswege für Falschbehauptungen über SARS-CoV-2 entwickelt. Herman erreiche über Telegram 180.000 Follower (Stand: 22. Juni 2021) und teile dort vor allem Meldungen aus dem „Spektrum der ‚Alternativen Medien‘“ wie Behauptungen über eine angebliche „Neue Weltordnung“, ein „Verschwörungsmythos, demzufolge die Machtübernahme einer globalen Elite bevorsteht“. Seit März 2020 kritisiere Herman vor allem die Arbeit der Weltgesundheitsorganisation sowie die globalen Anstrengungen, einen Impfstoff gegen SARS-CoV-2 zu finden, „als autoritäre, unterdrückerische Maßnahme […], über die gesamte Weltbevölkerung zu herrschen“. Außerdem befürchtet Herman Überwachung durch die Abschaffung des Bargeldes, da durch die Corona-Pandemie bargeldloses Bezahlen wichtiger wird.
Nach einer weiteren Recherche des Bayerischen Rundfunks für den Weltspiegel wird Eva Herman als entscheidende Hasstreiberin gegen Lisa-Maria Kellermayr identifiziert. In dem Weltspiegel-Beitrag wird belegt, dass Herman auf Telegram einen Hetzartikel des Wochenblick über die Corona-Impfungen in der Praxis der Ärztin verbreitete (siehe ab 4:57 min). Durch die nachfolgende Flut an Morddrohungen (ab 5:15) wurde die österreichische Ärztin in den Suizid getrieben.
Nach der Annexion der Krim durch Russland schrieb Herman 2014 in einem Beitrag für die Stimme Russlands, warum „der Westen es immer wieder gezielt auf Provokationen an[lege]“ und was „eigentlich noch passieren“ müsse, bis „Wladimir Putin der Kragen platzt“. Zudem stellte sie die Frage: „Wir pfeifen immer noch die schiefen Noten der Onkel-Sam-Leute mit, obwohl die so weit weg sind. Die Russen, die uns viel näher sind, verteufeln wir in vorauseilendem Gehorsam. Warum bloß?“
Auf Popps wissensmanufaktur.net schrieb Herman im Oktober 2020 in einem Text mit dem Titel „Einwanderungs-Chaos: Was ist der Plan?“ vom „finanzsystemgesteuerten EU-Kraken“. Der Amerikanist Michael Butter warf ihr daraufhin vor, damit eine „eindeutig antisemitisch konnotiert[e]“ Metapher verwendet zu haben: Das Bild des Kraken, dessen Tentakel die Welt umspannen, schließe an die NS-Propaganda an und sei eine Chiffre, um auf die Existenz einer angeblichen jüdischen Weltverschwörung hinzuweisen.
Recherchen des Spiegel im Juli 2020 ergaben, dass Herman gemeinsam mit ihrem Lebensgefährten Andreas Popp und Frank Eckhardt auf der kanadischen Insel Cape Breton eine Kolonie mit hunderten deutscher Rechtsradikaler und Verschwörungstheoretiker aufbaut. Dazu werde auf ihrem dortigen Seminargelände „Wissensmanufaktur“ mehrmals im Jahr den Teilnehmern überteuerte Grundstücke angeboten, rechtes Gedankengut vermittelt und für Einwanderung geworben. Herman und Popp bestreiten ihre Beteiligung an dem Projekt.
Herman und Popp vermitteln demnach als ihre Botschaft, es sei an der Zeit, Deutschland zu verlassen, wo alles nur schlimmer werde. Wie schlimm, erklärt Popp auf seinem Video-Kanal: „Wir haben einen zu erwartenden Blackout. Wir haben eine Invasion von der arabischen Seite zurzeit.“ Herman ergänzt: „Und das ist nicht nur arabisch, sondern eine arabisch-afrikanisch-asiatische Invasion.“

### Privates
Eva Herman war viermal verheiratet. 1981 heiratete sie den Autohändler Werner Herrmann und nahm den Künstlernamen Eva Herman an, den sie nach der Scheidung 1988 beibehielt. 1989 heiratete sie den Fernsehjournalisten Horst-Wolfgang Bremke, der unter anderem wie sie beim NDR arbeitete, etwa als Vertretung in der NDR Talk Show. Die Ehe wurde 1992 geschieden. Von 1991 bis 1994 war sie mit dem Moderator Uwe Bahn (NDR 2) liiert. 1995 heiratete sie den NDR-Produzenten und Regisseur Tom Ockers. 1997 wurde ihr gemeinsamer Sohn geboren. 2002 erfolgte die Scheidung. 2005 heiratete sie den zehn Jahre jüngeren Bäcker, Konditor und Pächter des Strandhotels in Hamburg-Blankenese, Michael Bischoff, von dem sie 2015 geschieden wurde. Sie ist mit Andreas Popp liiert, dem Betreiber der Website Wissensmanufaktur, die insbesondere rechtsgerichtete Verschwörungstheorien verbreitet.

## Kontroversen

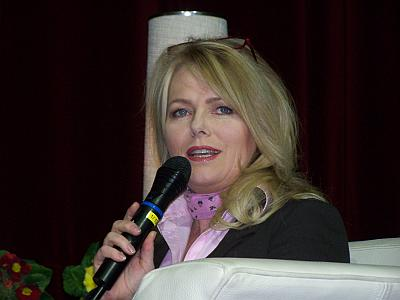
Eva Herman während einer Lesung in Timmendorfer Strand 2007

Ab 2006 führten einige Aussagen Hermans zum Selbstverständnis von Frauen, über Geschlechterrollen und Familienpolitik in ihren Büchern und Medien zu öffentlichen Kontroversen und 2007 schließlich zur Beendigung der Zusammenarbeit durch den NDR.

### „Das Eva-Prinzip“ und Nachfolgebücher
Zuerst im Magazin Cicero und dann in ihrem Buch Das Eva-Prinzip (2006) machte Herman den Feminismus für aus ihrer Sicht unvertretbare Rollenanforderungen an Frauen verantwortlich. Dies habe niedrige deutsche Geburtenraten bewirkt; deshalb drohe ein Aussterben der Deutschen. Ihre Kernthesen wurden von Alice Schwarzer, Thea Dorn, der früheren Familienministerin Renate Schmidt, der Entertainerin Désirée Nick und anderen scharf kritisiert. Thomas Steinfeld (SZ) kritisierte Hermans These, die Frauenemanzipation habe die Frauen nicht glücklich gemacht, als Banalität, und den Lösungsvorschlag als irreales, überholtes und unwiederbringliches Bild des „bürgerlichen Haushalts während der fünfziger und sechziger Jahre“. Eberhard Rathgeb (FAZ) kritisierte, dass Herman die Änderung von Geschlechterrollen biologisch statt ökonomisch begründe und die Frauen in eine herkömmliche Mutter- und Heim-Rolle zurückdrängen wolle, die sie selbst zudem nicht gelebt habe.
Herman veröffentlichte noch 2006 einen Nachfolgeband Liebe Eva Herman: Briefe an die Autorin des Eva-Prinzips. Dessen Erlöse sollten dem Verein Familiennetzwerk zukommen, in dem sie Mitglied war. In ihrem Buch Das Prinzip Arche Noah (2007) beklagte sie einen „Zersetzungsprozess“ von Familien in Deutschland und warb erneut für ein traditionelles Rollenverständnis von Mann und Frau.

### Aussage zur NS-Zeit und deren Folgen
Am 6. September 2007 stellte Herman vor etwa 30 Journalisten ihr Buch Das Prinzip Arche Noah vor und sagte dabei:

„Wir müssen den Familien Entlastung und nicht Belastung zumuten und müssen auch ’ne Gerechtigkeit schaffen zwischen kinderlosen und kinderreichen Familien. Und wir müssen vor allem das Bild der Mutter in Deutschland auch wieder wertschätzen lernen, das leider ja mit dem Nationalsozialismus und der darauf folgenden 68er-Bewegung abgeschafft wurde. Mit den 68ern wurde damals praktisch alles das – alles, was wir an Werten hatten – […]; es war ’ne grausame Zeit, das war ein völlig durchgeknallter, hochgefährlicher Politiker, der das deutsche Volk ins Verderben geführt hat, das wissen wir alle. Aber es ist damals eben auch das, was gut war, und das sind Werte, das sind Kinder, das sind Mütter, das sind Familien, das ist Zusammenhalt – das wurde abgeschafft. Es durfte nichts mehr stehen bleiben […]“

Die Kommentatorin Barbara Möller schrieb am 7. September 2007 im Hamburger Abendblatt, Herman habe die NS-Familienpolitik positiv bewertet:

„In diesem Zusammenhang machte die Autorin einen Schlenker zum Dritten Reich, da sei vieles sehr schlecht gewesen, z. B. Adolf Hitler, aber einiges eben auch sehr gut, z. B. die Wertschätzung der Mutter, die hätten die 68er abgeschafft, und deshalb habe man nun den gesellschaftlichen Salat.“

Dieser Deutung folgten weitere Medien. Die Bild am Sonntag zitierte Hermans Aussage am 9. September 2007 unter dem Titel „Eva Herman lobt Hitlers Familienpolitik“ so:

„Es war eine grausame Zeit, er war ein völlig durchgeknallter, hochgefährlicher Politiker, der das deutsche Volk ins Verderben geführt hat, das wissen wir alle. Aber es ist eben das, was gut war, das sind Werte, Kinder, Mütter, Familie, Zusammenhalt – das wurde abgeschafft, es durfte nichts mehr stehen bleiben.“

Ein Kommentar in der FAZ zitierte eine Erläuterung Hermans dazu:

„Was ich zum Ausdruck bringen wollte, war, dass Werte, die ja auch vor dem Dritten Reich existiert haben, wie Familie, Kinder und das Mutterdasein, die auch im Dritten Reich gefördert wurden, anschließend durch die 68er abgeschafft wurden.“

In derselben Ausgabe kritisierte die NDR-Rundfunkrätin Sara-Ruth Schumann Herman: Sie erwarte von einer „intelligenten Moderatorin“, „dass sie sauber formuliert.“ Michael Fürst, Mitglied im NDR-Verwaltungsrat, erklärte: „Wenn sie diesen verquasten Unsinn so gesagt hat, spricht das für ein sehr schlichtes Gemüt und ist historisch unverantwortlich.“
Nach Angaben des NDR bestätigte Herman am 9. September 2007 telefonisch ihre Erläuterung in der Bild am Sonntag gegenüber NDR-Programmdirektor Volker Herres. Herres beendete daraufhin die Zusammenarbeit des NDR mit ihr und begründete dies öffentlich so: Hermans schriftstellerische Tätigkeit sei nicht länger mit ihrer Rolle als Fernsehmoderatorin vereinbar. Sie führe einen „Mutterkreuzzug“, dessen polarisierende Wirkung die von ihr moderierten Sendungen negativ beeinflusse. Nach einem geplanten Auftritt Hermans bei einer Unterorganisation der rechtspopulistischen FPÖ im März 2007 habe der NDR sie ermahnt, alles zu unterlassen, was „ihr öffentliches Bild als Talk-Moderatorin und damit auch das des NDR“ beschädigen könne. Doch Herman habe am 5. September 2007 auf der Internationalen Funkausstellung in Berlin die Kirchen dazu aufgefordert, öfter in Talkshows zum „Auftrag von Mann und Frau“ Stellung zu nehmen.
Am 10. September 2007 sendete der WDR einen Audiomitschnitt der Originalaussage Hermans. Der Verleger Christian Strasser vom damaligen Pendo Verlag, Herausgeber des damaligen Hermanbuchs, bedauerte „Missverständnisse“ und „Vorverurteilungen“ von Hermans Aussagen. Sie habe die NS-Ideologie in keiner Weise verharmlosen oder gar gutheißen wollen, sondern lehne Rassismus, Rechtsradikalismus und jede Art der Diskriminierung ab.
Am 11. September 2007 erklärte Herman in der Bild-Zeitung, sie entschuldige sich für ihre Aussagen zur NS-Zeit, wenn sie damit die Gefühle von Menschen, besonders von NS-Opfern und deren Angehörigen, verletzt habe. Zugleich bekräftigte sie, dass sie die NS-Familienpolitik nicht gelobt habe und dies falsch dargestellt worden sei. Am selben Tag wurde Herman aus der Sendung Johannes B. Kerner, in welcher sie ihr Buch vorstellen sollte, ausgeladen.
In einer Presseerklärung vom 14. September 2007 konkretisierte Herman diesen Vorwurf: Sie habe das NS-Regime bei der Buchvorstellung abgelehnt, in früheren ihrer Bücher vor ideologischem Missbrauch familiärer Werte gewarnt und 2005 bei der Aktion „Laut gegen Nazis“ mitgewirkt. Ihre Aussageabsicht sei gewesen, dass die 68er die in der NS-Zeit missbrauchten Familienwerte bei der „notwendigen Entnazifizierung“ weitgehend geopfert hätten. Drei Tage zuvor hatte der Leiter von „Laut gegen Nazis“, Jörn Menge, sich von Hermans Ansichten distanziert, ihr vorgeworfen, damit „neues rechtsextremes Gedankengut“ zu legitimieren, und sie aufgefordert, den Link auf die Aktion von ihrer Homepage zu entfernen.
Neben einem angekündigten fristgerechten Auslaufen ihres Vertrages erklärte der NDR am 18. September eine außerordentliche Kündigung mit sofortiger Wirkung. Am 25. September kündigte der NDR zudem ein etwaiges Arbeitsverhältnis mit Herman zum 31. Dezember 2007.
Herman hatte am 9. September gegenüber der Bild am Sonntag erklärt: „Es geht nicht um Hitlers Werte, sondern um menschliche Grundwerte, die im ,Dritten Reich‘ missbraucht und später abgeschafft wurden.“ Am 12. September 2007 gab sie den Text ihrer Originalaussage auf ihrer Homepage bekannt und erklärte deren verbreitete Deutung damit, dass man einen Satzteil absichtlich auf die NS-Zeit bezogen und die Gesamtaussage in ihr Gegenteil verkehrt habe. So wies sie zurück, dass sie ihre Aussage missverständlich formuliert hätte. Zudem wies sie zurück, dass sie das angebliche Zitat des Hamburger Abendblatts gegenüber dem NDR bestätigt habe. Dieser hatte seine Kündigung jedoch mit ihrer Erläuterung in der Bild am Sonntag begründet.
Am 28. September 2007 erklärte Herman, sie sei lebenslang Nazigegnerin gewesen, und bezeichnete Medienberichte über ihre Aussagen als „Rufmordkampagne“ und als „vorsätzliches Liquidieren durch eine zum Teil gleichgeschaltete Presse.“ Diese Wortwahl kritisierte wiederum das Nachrichtenmagazin Der Spiegel als Rückgriff auf die Sprache des Nationalsozialismus.
Herman äußerte sich wiederholt öffentlich zu ihrem christlichen Glauben. Beim Forum Deutscher Katholiken in Fulda am 6. Oktober 2007 hielt sie einen Vortrag und fand Zustimmung für ihre Aussagen zu Geschlechterrollen in Ehe und Familie. Der hessische Wirtschaftsminister Alois Rhiel (CDU) hatte Hermans Auftritt abgelehnt und trat aus Protest gegen Hermans Rede als Schirmherr des Forums zurück. Der Zentralrat der Juden in Deutschland protestierte ebenfalls gegen Hermans Auftritt.
Am 9. Oktober 2007 war Herman neben Senta Berger, Margarethe Schreinemakers und Mario Barth Gast in der Talkshow Johannes B. Kerners zum Thema Geschlechterrollen. Dort behandelten Kerner und der als Experte eingeladene Historiker Wolfgang Wippermann vor allem ihre umstrittenen Aussagen. Während der Sendung hatte sie ihre kontroverse Aussage über die NS-Familienpolitik verteidigt.
Auf Kerners Frage „Würdest du das alles heute wieder machen und sagen?“ antwortete sie mit:

„Ich könnte jetzt sagen, ich würde es wieder so sagen und machen, aber natürlich wird man durch solche Dinge – durch solche Vorfälle – vorsichtiger.
Ich muss einfach lernen, dass man über den Verlauf unserer Geschichte nicht sprechen kann, ohne in Gefahr zu geraten.“

Diese und weitere den Nationalsozialismus relativierenden Aussagen im Verlauf der Sendung, wie der Vorwurf der „gelenkten Presse“ und die Glorifizierung des NS-Regimes als „Erbauer der Autobahn“, führten dazu, dass Kerner Herman nach 53 Minuten dazu aufforderte, die Sendung zu verlassen. Diese hatte mit 2,65 Millionen (18,1 %) Zuschauern die bis dahin höchste Einschaltquote des Jahres 2007. Sie löste eine breite öffentliche Diskussion aus, die sich in hunderttausenden Abrufen des Sendemitschnitts, zehntausenden Zuschriften an das ZDF und an viele Tageszeitungen sowie vielen neuen, zum Thema eingerichteten Foren und Blogs im Internet zeigte.
Beifall und Unterstützung fand Herman derweil im rechten politischen Spektrum. Nach ihrer Entlassung durch den NDR erklärte der Ring Nationaler Frauen, die Frauenorganisation der rechtsextremen NPD, man sehe eine „nahezu hundertprozentige Übereinstimmung“ zwischen den eigenen Positionen zu Geschlechterrollen und denen Hermans. Nach der Kerner-Talkshow erklärte die Deutsche Zentrumspartei in Hamburg Herman zur „Traumkandidatin für die Bürgerschaft“, und die Deutsche Volksunion (DVU) plante für den 11. Oktober 2007 in Hamburg eine Demonstration für „Meinungsfreiheit für Eva Herman“. Herman forderte über ihre Anwälte eine Unterlassungserklärung von der DVU. Hamburger Ratsvertreter verhinderten die Demonstration.
Nach dem Auftritt bei Kerner kündigte Herman an, vorerst nicht mehr in weiteren Talkshows aufzutreten und keine Interviews zu geben. So wurde ein Auftritt in der Sendung Leben Live kurzfristig abgesagt.

### Gerichtsurteile
Herman klagte ab 4. Oktober 2007 gegen ihre Kündigung bzw. die Vertragsbeendigung durch den NDR und verlangte Schadensersatz. Sie beanspruchte den für Arbeitnehmer geltenden Kündigungsschutz. Das Arbeitsgericht Hamburg stufte Herman aber rechtlich nicht als Arbeitnehmerin ein und wies ihre Klage insgesamt ab. Auch in der Berufung vor dem Landesarbeitsgericht Hamburg, bei der Herman nur noch gegen die Kündigung, aber nicht mehr auf Schadensersatz klagte, unterlag sie. Die Revision wurde nicht zugelassen. Hermans Beschwerde gegen die Nicht-Zulassung wies das Bundesarbeitsgericht zurück.
Nach einem von Herman erwirkten Gerichtsurteil darf die Deutsche Presse-Agentur nicht mehr behaupten, sie habe gesagt, „wenn man nicht über Familienwerte der Nazis reden dürfe, könne man auch nicht über die Autobahnen sprechen, die damals gebaut wurden“. Das ZDF hat sich nach einer Abmahnung durch Hermans Anwälte durch eine strafbewehrte Unterlassungserklärung gegenüber Herman verpflichtet, einen Teil des Jahresrückblicks 2007, in dem Herman ebenfalls verkürzte und sinnverändernde Aussagen zugeschrieben worden seien, nicht mehr zu verbreiten oder verbreiten zu lassen.
Im Januar 2009 gewann Herman in erster Instanz vor dem Landgericht Köln zwei Prozesse gegen die Axel Springer AG, deren Medien im September 2007 über ihre Aussagen berichtet hatten. Im ersten Verfahren verurteilte das Gericht die Bild-Zeitung für Franz Josef Wagners Titulierung Hermans als „dumme Kuh“ zu einem Schmerzensgeld in Höhe von 10.000 Euro. Die Überschrift „Ist Eva Herman braun oder nur doof?“ eines anderen Bild-Artikels wurde dagegen als zulässige Meinungsäußerung bewertet. Im zweiten Fall urteilte das Gericht, das Hamburger Abendblatt habe Herman am 7. September 2007 falsch zitiert, und verurteilte den Verlag daher zur Unterlassung der strittigen Formulierungen, zum Abdruck einer Richtigstellung, dass es sich bei dem angeblichen Zitat nicht um Hermans Aussage gehandelt habe, und zu 10.000 Euro Schmerzensgeld für Herman. Nach einer Berufungsverhandlung zum ersten Fall erhöhte das Oberlandesgericht Köln das Schmerzensgeld, auf das der Axel-Springer-Verlag verklagt worden war, auf 25.000 Euro. Laut Urteilsbegründung handelte es sich um eine auch, aber nicht einzig mögliche Interpretation der „mehrdeutigen Äußerung“ Hermans, die aber als Zitat dargestellt worden sei. Das habe den Eindruck erweckt, Herman habe Positives am Nationalsozialismus hervorgehoben. Diese Tatsachenbehauptung habe ihr Persönlichkeitsrecht erheblich beeinträchtigt. Für weitere berufliche und private Auswirkungen dieser Interpretation könne Herman aber nicht allein den Springer-Verlag verantwortlich machen.
Im Juni 2011 gab der für das allgemeine Persönlichkeitsrecht zuständige VI. Zivilsenat des Bundesgerichtshofs (BGH) der Revisionsklage des Axel-Springer-Verlags statt und widersprach dem Urteil des Oberlandesgerichts. Das Persönlichkeitsrecht schütze zwar vor „unrichtigen, verfälschten oder entstellten Wiedergaben einer Äußerung“. Diese lägen hier jedoch nicht vor, da Hermans Äußerung „im Gesamtzusammenhang betrachtet gemessen an Wortwahl, Kontext der Gedankenführung und Stoßrichtung“ nur die Deutung zulasse, „die die Beklagte ihr beigemessen hat.“
Das Bundesverfassungsgericht (BVerfG) lehnte Hermans Beschwerde gegen dieses BGH-Urteil am 25. November 2012 ab: Die Entscheidung des BGH habe Herman nicht in ihren Grundrechten verletzt. Die vom Hamburger Abendblatt zitierten Äußerungen seien im Gesamtzusammenhang zu betrachten und stellten eine Meinungsäußerung dar. „Die Beschwerdeführerin, der es nicht gelungen war, sich unmissverständlich auszudrücken, muss die streitgegenständliche Passage als zum ‚Meinungskampf‘ gehörig hinnehmen.“ Der Europäische Gerichtshof für Menschenrechte wies ihre Beschwerde dagegen im Dezember 2018 als unzulässig zurück. Damit war ihr langjähriger Versuch endgültig gescheitert, die ersten Presseberichte über ihre Aussagen von 2007 und die Kündigung des NDR als rechtswidrig darzustellen.

## Publikationen
- Fernsehfrauen in Deutschland. Im Gespräch mit Eva Herman. Krüger, Frankfurt 2001, ISBN 3-8105-0930-2; Fischer-Taschenbuch-Verlag, Frankfurt 2003, ISBN 3-596-15698-X.
- Dann kamst du. Roman. Hoffmann und Campe, Hamburg 2001, ISBN 3-455-02770-9; Heyne, München 2006, ISBN 978-3-453-81163-8
  - 2003 von Susanne Hake verfilmt, am 17. Februar 2004 in der ARD ausgestrahlt (Inhaltsangabe)
- Aber Liebe ist es nicht. Roman. Hoffmann und Campe, Hamburg 2002, ISBN 3-455-02771-7; Heyne, München 2004, ISBN 3-453-87375-0
- Vom Glück des Stillens. Körpernähe und Zärtlichkeit zwischen Mutter und Kind. Hoffmann und Campe, Hamburg 2003, ISBN 3-455-09405-8.
- mit Stephan Valentin: Mein Kind schläft durch. Der natürliche Weg zu ruhigen Nächten für Groß und Klein. Econ, Berlin 2005, ISBN 3-430-14462-0; Ullstein, Berlin 2007, ISBN 978-3-548-36900-6
- Das Eva-Prinzip. Für eine neue Weiblichkeit. Pendo, München / Zürich 2006, ISBN 3-86612-105-9; Goldmann, München 2007, ISBN 978-3-442-15462-3
- Liebe Eva Herman. Briefe und Mails an die Autorin des Eva-Prinzips. Pendo, München / Zürich 2007, ISBN 3-86612-125-3.
- Das Prinzip Arche Noah. Warum wir die Familie retten müssen. Pendo, München / Zürich 2007, ISBN 3-86612-133-4.
- Das Überlebensprinzip. Warum wir die Schöpfung nicht täuschen können. Eva Herman im Gespräch mit Friedrich Hänssler. Hänssler, Holzgerlingen 2008, ISBN 978-3-7751-4884-9.
- Die verlorene Ehre der Eva Herman. In: Die Vierte Gewalt. Im Gespräch mit Friederike Schröter und Claus Gerlach. Kulturverlag Kadmos, Berlin 2008, ISBN 978-3-86599-069-3, S. 277–289.
- mit Maria Steuer (Hrsg.): Mama, Papa oder Krippe? Erziehungsexperten über die Risiken der Fremdbetreuung. SCM Hänssler, Holzgerlingen 2010, ISBN 978-3-7751-5205-1.
- Die Wahrheit und ihr Preis. Meinung, Macht und Medien. Kopp, Rottenburg 2010, ISBN 978-3-942016-28-5.
- Nahtod, Jenseits, Reinkarnation: Gibt es ein Leben nach dem Tod? Eva Herman im Gespräch mit Jörgen Bruhn, Bernard Jakoby und Pascal Voggenhuber. DVD-Video. Kopp, Rottenburg 2011, ISBN 3-942016-59-1.
- Weltenwende. Die Gefahren der letzten Tage und der Weg ins Licht. Kopp, Rottenburg 2012, ISBN 978-3-86445-033-4.
- Das Medienkartell. Wie wir täglich getäuscht werden. Kopp, Rottenburg 2012, ISBN 978-3-86445-030-3.
- Blutgericht Europa, 2019, Selbstverlag, ISBN 978-1-9990215-0-4.
- Altes Wissen aus Garten & Küche. Kopp, Rottenburg 2024, ISBN 978-3-98992-008-8.